# ゼンリンデータコム
株式会社ゼンリンデータコム（ZENRIN-Datacom CO., LTD.）は、住宅地図メーカー最大手ゼンリンの完全子会社。
Yahoo! JAPAN、MSN、NAVITIME、goo、nifty、Infoseekなど、主要ポータルサイトに電子地図データを提供している。提供・配信する地図（ゼンリン住宅地図を含む）は、ゼンリンの詳細な地図を電子化したものになっている。

## 主要サービス
個人向けに「いつもNAVI」、「beautymap」、「tabico」などのサービスを展開。「いつもNAVI」はコンピュータ用ソフト・スマートフォンや携帯向けのアプリケーションサービスも展開している。また、法人向けでは、ゼンリン地図のAPI提供、店舗検索、地図作成サービス、地図を利用した開発業務を行っている。
いつもNAVI
無償で提供している地図サイト。取り扱う地図は、日本語地図のみならず、ローマ字地図を扱っている。サイトは、地図表示以外にも、自動車・歩行者の経路探索機能や、オービス設置情報・ガソリン価格・周辺検索を備えている。
beautymap
日本全国の美容室、ネイルサロン、まつげサロン、エステサロン、リラクゼーションサロンのサロン情報を掲載する国内最大級のサロン情報サイト。
tabico
国内の観光スポット、ホテル・旅館を探したり、観光やおでかけに関連したニュース（旅ネタ）を配信している情報サイト。独自に観光スポットランキングなどを提供している。
いつもNAVI
「いつもNAVI」のスマートフォン・携帯向けサービス。NTTドコモ・au・SoftBankのスマートフォン・携帯・iPhone・E-mobile・Windows Mobileに、ナビゲーションアプリを提供し、NTTドコモに関しては、「ドコモ地図ナビpowered by いつもNAVI」として提供している。同ナビゲーションアプリは、歩行者・自動車のルート・電車の乗換検索機能の他、3D地図機能が搭載されている。また、携帯で住宅地図を見られる、「ゼンリン住宅地図」サービスも提供している。
いつもNAVI for PC
コンピュータ向けの電子地図ソフト。2004年グッドデザイン賞、受賞。機能としては、地図検索から歩行者・自動車のルート・VICS表示機能がある。
いつもNAVI（店舗案内パッケージサービス）
法人向けサービスで、企業のHPにリンクを貼ることで、地図表示・検索・ルート探索ができるASP。尚、地図の種類としては日本語の他、外国人向けのローマ字地図などがある。
Google Maps Platform
法人向けのGoogleマップであり、これまでの機能（ストリートビューなど）と「いつもNAVI」サービスとの組み合わせ、新しいGoogleマップの開発も可能になった。また、本サービスは、Googleの公式サポートも受けられる。
AreaCutter
地図の特定箇所を切り出し、限定された地域のみを地図として利用するサービス。主に、チラシの広告・雑誌での案内図などを目的で使われる。サービスの特徴としては、地図上へのお絵かきから地図の特定部分拡大機能がある。
地図ログ
ブログ内の記事から、地図のスポットを探し出し、地図上に表示する無償サイト。口コミ情報を、地図に取り入れたサービスである。

## 沿革
- 1999年4月（株）イーマップ設立
- 1999年7月 イーマップサービス開始
- 2000年4月（株）ゼンリンデータコム設立
- 2000年6月  携帯地図サービスを開始
- 2000年12月（株）イーマップとの合併により本社移転（所在地：渋谷区恵比寿）
- 2001年3月 第三者割当増資（資本金451,000千円）
- 2001年4月 無料地図サイトサービスを開始
- 2001年12月 PC地図ソフトサービスを開始
- 2003年10月 無料地図サイト、PC地図ソフトサービスを its-mo にブランド変更
- 2005年10月 歩行ナビゲーションサービス」を開始
- 2006年10月「ピンポイント★天気」サービスを開始
- 2008年2月「Drivers station」サービスを開始
- 2009年4月 (株)ボーフォードジャパンを吸収分割、(株)ゼンリンプロモに商号変更し、関連会社化
- 2009年5月 個人向けサービスブランドを「いつもNAVI」に統一
- 2009年7月（株）ノッキングオンの全株式を取得、子会社化
- 2010年4月 本社移転（所在地：港区東新橋）
- 2010年6月 法人向けサービス「e-map」を「いつもNAVI」ブランドに統合
- 2010年7月「全国ご当地グルメ」サービスを開始
- 2010年10月 NTTドコモ向けサービスを「ドコモ地図ナビ powered by いつもNAVI」に変更
- 2011年1月 アンドロイド向け「いつもNAVI」サービスを開始
- 2012年11月 (株)ノッキングオンより、アフィリエイト広告事業、ソリューション事業、転職・求人サイト運営事業を譲受
- 2012年12月 株式会社Will Smartを設立
- 2013年7月 InfoTrack Telematics Pte.Ltd（. Singapore）及びInfoTrack Telematics Pvt.Ltd（. Bangalore）を子会社化
- 2014年4月 (株)ゼンリンプロモを吸収合併
- 2015年1月 品川インターシティに本社移転
- 2016年5月 InfoTrack Telematics Pte.Ltd.(Singapore)と同子会社であるInfoTrack Telematics Pvt.Ltd.(Bangalore)を子会社から関連会社へ変更
- 2017年4月 アヤリーシステム（株）より、車両運行管理に関わる事業を譲受
- 2018年8月 FIG（株）との間で、業務提携を行うことで合意[3]
- 2020年9月 現在地に本社移転
- 2021年4月 ゼンリンの完全子会社化[2][4]

## 子会社
- InfoTrack Telematics Pte.Ltd（. Singapore）
- InfoTrack Telematics Pvt.Ltd（. Bangalore）

## テレビCM
2008年4月より携帯地図アプリのCM「ゼンリン地図+ナビ」の放映を開始した。CMタレントはスザンヌ。（スザンヌの実妹（マーガリン）・実母（キャサリン）も共演。）
2009年7月より「いつもNAVI」の新シリーズCMを展開中。